# Ohio City (Ohio)
Pour les articles homonymes, voir Ohio City.
Ohio City est un village américain situé dans le comté de Van Wert, dans l’Ohio. Selon le recensement de 2010, sa population est de 705 habitants.